# Contea di Lishui
La contea di Lishui è una contea dello Jiangsu, in Cina. È sotto l'amministrazione della città di Nanchino.